# Nemestrinus transfasciatus
Nemestrinus transfasciatus är en tvåvingeart som först beskrevs av Paramonov 1951.  Nemestrinus transfasciatus ingår i släktet Nemestrinus och familjen Nemestrinidae. Inga underarter finns listade i Catalogue of Life.